# Leonardów (Łódź)
Pour les articles homonymes, voir Leonardów.
Leonardów est une localité polonaise de la gmina et du powiat de Zgierz en voïvodie de Łódź.